# $

$는 통화기호 가운데 하나로, 달러 기호 또는 페소 기호라고 부른다.

## 기원
$는 18세기 말 스페인과 멕시코의 페소를 표시하기 위한 기호로 처음 쓰였다. 이후 1785년에 미국 달러를 표기하는 기호로 채택되었다.

## 인코딩
- U+0024  $  dollar sign (HTML: &#36;) (&dollar; in HTML5[1])
- U+FE69  ﹩  small dollar sign (HTML: &#65129;)
- U+FF04  ＄  fullwidth dollar sign (HTML: &#65284;)
- U+1F4B2  💲  heavy dollar sign (HTML: &#128178;)

## 같이 보기
- 유로 기호
- 인도 루피 기호
- 스페인 달러